# Mary Harrison McKee
Mary Harrison McKee (n. 3 aprilie 1858 - d. 28 octombrie 1930) a fost singura fiică a lui Benjamin Harrison, Președinte al Statelor Unite ale Americii. A fost Prima Doamnă a Statelor Unite ale Americii între 1892 și 1893.